# 自由俄羅斯軍團
「自由俄羅斯」軍團（romanized: Legion "Svoboda Rossii", romanized: Lehion "Volia Rosii"），是乌克兰武装部队下屬的一個俄羅斯人志願者軍團，於2022年3月成立，目的是協助烏克蘭抵抗俄羅斯的入侵。它由俄罗斯联邦武装力量的叛逃者，以及俄羅斯人和白俄羅斯人的志願者組成。該軍團以白藍白旗作為袖章。

## 歷史
自由俄羅斯軍團最初是由俄羅斯軍隊中一個自願加入烏克蘭方面的連組成，該連共100多人。據連長稱，2月27日，在烏克蘭國家安全局的幫助下，他們加入了烏克蘭方面，以「保護烏克蘭人免受真正的法西斯分子的侵害」。該連長還呼籲俄軍中的同胞加入自由俄羅斯軍團，以拯救自己的人民和國家「免於屈辱和毀滅」。
自由俄羅斯軍團的第一批志願者於2022年3月下旬開始個人初步訓練，尤其是在烏克蘭武裝部隊教官的指導下研究了瑞典-英國的MBT LAW反坦克飛彈。自由俄羅斯軍團的指揮官們熟悉前線的作戰情況。同月，该组织被俄罗斯联邦最高法院列为恐怖组织，加入者可能判刑20年。
2023年5月22日，自由俄羅斯軍團宣布已攻佔了俄羅斯邊境城鎮科津卡。俄羅斯聲稱是烏克蘭所為，但乌克兰否认卷入发生在别尔哥罗德的事件，称这是对普京不满的俄罗斯人所为。
2024年3月12日，俄羅斯自由軍團、俄羅斯志願軍與西伯利亞營組成的部隊再次進入俄羅斯別爾哥羅德與庫爾斯克地區，並與俄羅斯邊防軍發生交戰。俄羅斯自由軍團聲稱他們完全控制了庫爾斯克州的喬特基諾村與別爾哥羅德州的洛佐瓦亞魯德卡村。